# Полеви транзистор
Полевият транзистор е транзистор, при който електрическата проводимост на активната област между 2 електрода или т.нар. „канал“, създаден целенасочено в полупроводников материал, се контролира от електрическо поле, създавано от трети електрод. Понякога полевите транзистори се наричат униполярни, защото за разлика от биполярните транзистори липсва инжекция на токоносители и електронният ток се определя или само от електрони или само от дупки. Електрическите характеристики на полевите транзистори са близки до тези на електронните лампи тип пентод. В началото на електрическата характеристика има и една част в която поведението е като триодна лампа, но тя се ползва по-рядко (обикновено в измерителни прибори). Тъй като обикновено имат голямо входно съпротивление, полевите транзистори могат да се използват и като резистори, управлявани по напрежение. Минималното съпротивление на наситен транзистор е от порядъка на 0,1 Ω и по-малко.

### Термини
За изводите (електродите) на полевите транзистори се използват чуждите наименования сорс, гейт и дрейн (от англ. source, gate и drain), а в руската техническа литература съответно исток, затвор и сток. При МОП-транзисторите съществува и четвърти елемент, подложка, прилежащ до канала, но рядко се споменава защото почти винаги е свързан към сорса. Чрез прилагане на напрежение между гейта и подложката или между гейта и канала (сорса) се управлява проводимостта между сорса и дрейна. За разлика от биполярните транзистори, токът протичащ в управляващата верига е пренебрежимо малък и управлението се извършва само по напрежение.

### Производство
За изработване на полевите транзистори се използват стандартните технологични процеси на обработка на полупроводници, като в носещата монокристална полупроводникова пластина се създава специална зона или проводящ канал. Каналът на полевия транзистор е или легиран (обогатен) с електрони, за да се получи полупроводник с n-тип проводимост, или е обеднен на електрони, за да се получи полупроводник с p-тип проводимост. Заобикалящата го област е с противоположния тип проводимост, а между двете възниква P-N преход.

## Видове полеви транзистори
При промяна на основните конструктивни показатели могат да се разглеждат различни видове полеви транзистори:
- В зависимост от вида изолация между гейта и сорса:
  - с изолиран гейт
след създаване на канала повърхността на силициевия монокристал се оксидира (силициевия диоксид SiO2 е изолатор), и отгоре се нанася метален слой. Оттам идва съкращението метал-оксид-полупроводник (МОП). Понякога се търси еднаквост с английското съкращение MOS (Metal-Oxide-Semiconductor), и се интерпретира като метал-оксид-силиций (МОС). Тези транзистори са основни за цифровата схемотехника и поради нейното разпространение са най-масови.
  - с p-n преход
гейта и канала образуват p-n преход и при подаване на обратно напрежение зоната около прехода обеднява откъм носители и повишава съпротивлението на канала. Този тип транзистори се използват по-рядко, предимно за аналогови усилватели.
- В зависимост от типа проводимост на канала:
  - с p-канал
подложката е от полупроводник с електронна проводимост (n-полупроводник) и чрез добавяне на примеси или чрез прилагане на електрически потенциал се изгражда област с дупчеста проводимост (канал) между сорса и дрейна.
  - с n-канал
подложката е от полупроводник с дупчеста проводимост (p-полупроводник) и чрез добавяне на примеси или чрез прилагане на електрически потенциал се изгражда канал между сорса и дрейна.
  - Комплементарни МОП (КМОП)
Не е нов тип, а комбинация на МОП-транзистори с n-канал и с p-канал (комплементарни двойки) при изграждане на схемните елементи в интегралните схеми.
- В зависимост от наситеността на канала с носители:
  - с изграден канал / в режим на обедняване
чрез добавяне на примеси в подложката се създава област с обратна проводимост, свързваща сорса и дрейна. Ток между тях може да протича и при отсъствие на напрежение върху гейта. В зависимост от полярността на приложеното напрежение канала може да се стеснява или разширява. В определени граници тази зависимост е почти линейна и транзистори в този режим се използват за усилване на аналогови сигнали.
  - с индуциран канал / в режим на обогатяване
чрез прилагане на електрически потенциал над определена прагова стойност върху гейта, в подложката се образува област наситена с противоположния тип носители, и тя служи за канал между сорса и дрейна.

Породения канал може да съществува само при МОС транзисторите, а транзисторите с p-n преход винаги имат изграден канал.
- В зависимост от броя гейтове: едно- или дву-гейтови (само в МОП изпълнение). Дву-гейтовия МОП-транзистор има характеристики, близки до тези на електронната лампа хептод.
- При метал-полупроводник полевите транзистори (MOS-FET) P-N преходът е заменен с Бариера на Шотки; използва се при устройства, създадени на базата на галиев арсенид или други III-V полупроводникови материали.
- В полупроводникови сплави от типа на алуминий-галиев арсенид се манипулира широчината на забранената зона и се получава HEMT (High Electron Mobility Transistor), наричан също така и HFET (heterostructure FET).
- TFT е (тънкослоен транзистор) на базата на аморфен силиций, поликристален силиций или друг аморфен полупроводник.
- Подгрупа на TFT са OFET – органични полеви транзистори, при които полупроводникът е органичен и често се използват и органични електроди и изолатори на гейта.

## Принцип на действие
Най-общо принципът на действие се базира на това, че при прилагането на напрежение към гейта се променя сечението на проводящия канал. При полеви транзистор с проводящ канал от n-тип в случай на подаване на отрицателно напрежение на гейта проводящият канал се стеснява, а може и да се затвори напълно (транзисторът се запушва). Обратно, подаването на положително напрежение на гейта привлича електрони към него и оформя проводящ (индуциран) канал. Транзисторът се отпушва и протича слаб ток. При малки напрежения е възможно чрез промяна на напрежението на гейта да се регулира проводимостта на канала. В този режим полевият транзистор действа като резистор. Ако обаче между сорса и дрейна се приложи по-голяма потенциална разлика, каналът започва да се затваря и се казва, че полевият транзистор се насища. При по-нататъшно нарастване на напрежението пропорционално се увеличава съпротивлението на канала, а токът остава постоянен и се определя от напрежението на гейта. В този режим полевият транзистор вместо като резистор работи като генератор на постоянен ток и може да бъде използван за усилвател.
В цифровите електронни схеми полевият транзистор се използва почти изключително като обикновен вентил с две състояния – отпушено и запушено.

## История
Работите на австро-унгарския учен от еврейски произход Юлиус Лилиенфелд и първите му патенти като професор в Лайпцигския университет са първите документирани идеи за уреди с използване на ефекта на електрическо поле. След емиграцията си в САЩ през 1926 г. той продължава да работи по проблема и получава редица патенти.
През 1940-те години работата на Уилям Шокли по управляем резистор изпитва затруднения, и в опита си да анализират причините за неуспеха му, Уолтър Братейн и Джон Бардийн създават контактния биполярен транзистор, чието официално обявяване е през 1947 г. По-късно Шокли модифицира биполярния транзистор до днешния му вид с p-n преходи, за което тримата през 1956 г. са удостоени с Нобелова награда по физика. Адвокатите на Бел Лабс попълват четири заявки за патент, но съгласно техните очаквания идеите за полеви транзистор са отхвърлени като неоригинални въз основа патентите на Лилиенфелд, и патенти са издадени само за контактния и транзистора с преходи.
Шокли продължава работата по създаване на реално работещ полеви транзистор заедно с Пиърсън.

## Приложения
Най-голямо приложение намират MOS полевите транзистори. Всъщност технологията им е в основата на модерната планарна технология на производство на интегрални схеми. При нея комплементарни двойки MOS-транзистори (с n-тип проводимост и p-тип проводимост) образуват логически вериги.